# Nagy vöcsök
A nagy vöcsök (Podiceps major) a vöcsökalakúak (Podicipediformes) rendjébe, ezen belül a vöcsökfélék (Podicipedidae) családjába tartozó faj.

## Előfordulása
Dél-Amerika, ezen belül Argentína, Brazília, Chile, a Falkland-szigetek, Paraguay, Peru, a Déli-Georgia és Déli-Sandwich-szigetek és Uruguay területén honos.

## Alfajai
- Podiceps major major (Boddaert, 1783) - Peru nyugati része, Paraguay, délkelet-Brazília, Uruguay, közép-Chile és Argentína déli része
- Podiceps major navasi (Manghi, 1984) - Chile déli része

## Megjelenése
Testhossza 67-80 centiméter, testtömege 1600 gramm.

## Életmódja
Halakkal táplálkozik.

## Szaporodása
Fészekalja 3-5 tojásból áll.